# 버야이너투
버야이너투(암하라어: በያይነቱ)는 에티오피아의 전통 요리이다. 은저라에 워뜨와 여러 가지 고기·채소 등을 싸먹는 한 끼 요리이며, 에티오피아의 국민 음식 가운데 하나이기도 하다.

## 이름
암하라어 "버야이너투(በያይነቱ)"는 "여러 가지의, 갖은, 다양한"이라는 뜻이다.

## 종류
- 채식: 채식 버야이너투는 "아트클트 버야이너투(አትክልት በያይነቱ)" 또는 "여쏨 버야이너투(የጾም በያይነቱ)"로 부른다.[2] "아트클트(አትክልት)"는 "식물(채소)"이라는 뜻이며, "여쏨(የጾም)"의 "쏨(ጾም)"은 "금육"이라는 뜻인데, 에티오피아 터와흐도 정교회에서는 몇 주 동안 고기와 유제품을 먹지 않는 금육 기간이 있다. "여(የ)"는 속격 표지로 "여쏨(የጾም)"은 "금육의"라는 뜻이다.
- 비채식: 고기가 들어간 것은 "버야이너투 버스가(በያይነቱ በስጋ)" 또는 "여프스크 버야이너투(የፍስክ በያይነቱ)"라 부르는데, "버스가(በስጋ)"의 "버(በ)"는 "~와(with)"를 "스가(በስጋ)"는 "고기"를 뜻한다. "여프스크(የፍስክ)"의 "프스크(ጾም)"는 에티오피아 터와흐도 정교회에서 금육을 하지 않는 기간을 뜻한다.

## 같이 보기
- 탈리
- 정식